# Joseph Diatta
Joseph Diatta (* 15. Mai 1948 in Fadama; † 19. April 2020 in den Vereinigten Staaten) war ein nigrischer Diplomat.

## Leben
Joseph Diatta wurde im später zur Gemeinde Guéchémé gehörenden Dorf Fadama im Südwesten des Territoriums Niger geboren, das damals ein Überseegebiet Frankreichs war. Er erwarb 1970 eine Licence in Öffentlichem Recht und trat im September desselben Jahres in den Dienst des nigrischen Ministeriums für äußere Angelegenheiten und Kooperation. 1971 diplomierte er in Diplomatie am Institut International d’Administration Publique in Paris. Im Außenministerium wurde er 1974 Direktor für internationale Organisationen und 1975 Generalsekretär.
Diatta war von Mai 1979 bis Oktober 1982 Botschafter Nigers in Äthiopien sowie Ständiger Vertreter seines Landes bei der Organisation für Afrikanische Einheit. Am 22. November 1982 wurde er in der Nachfolge von André Joseph Wright als Botschafter Nigers in den Vereinigten Staaten akkreditiert. Im Mai 1985 übernahm er zusätzlich das Amt des Ständigen Vertreters bei den Vereinten Nationen in New York. Beide Aufgaben endeten im Juni 1988. Seine Nachfolge trat Adamou Moumouni Djermakoye an. Diatta wechselte im November 1988 als Botschafter in die Volksrepublik China, was er bis Februar 1990 blieb.
Er kehrte anschließend nach Niger zurück und war zunächst als Protokollchef von Staatspräsident Ali Saïbou tätig. Im Dezember 1991 wurde er diplomatischer Berater von Premierminister Amadou Cheiffou. Im Juli 1993 wechselte er ins Kabinett von Außenminister Abdourahamane Hama. Beim Hochkommissariat für die Wiederherstellung des Friedens, das für die Verhandlungen der Regierung mit den Tuareg-Rebellen im Norden des Landes zuständig war, arbeitete er von Oktober 1994 bis Mai 1996 zunächst in der Funktion des Generalsekretärs, dann interimsmäßig als Hochkommissar. Der durch einen Putsch an die Macht gekommene Staatspräsident Ibrahim Baré Maïnassara ernannte Diatta im Mai 1996 zu seinem Sonderberater. Der Diplomat wurde erneut am 4. April 1997 als Ständiger Vertreter Nigers bei den Vereinten Nationen in New York und am 14. Mai 1997 als Botschafter in den Vereinigten Staaten akkreditiert. Als Ständiger Vertreter wurde er im Juni 1999 von Ousmane Moutari abgelöst. Botschafter in den Vereinigten Staaten blieb er bis zur Ernennung von Aminatou Maïga Touré als seiner Nachfolgerin im Mai 2006.
Joseph Diatta war verheiratet und hatte vier Kinder. Er starb im Alter von 71 Jahren.